# Ermita del Calvari de Torreblanca
L'Ermita del Calvari o la Capella del Santíssim Crist del Calvari, de Torreblanca, està situada al NO de la població, al cim de la muntanyeta del Calvari. Davant de l'ermita es troben les capelletes del Calvari, i a un costat l'església de Sant Francesc, tot inclòs en un jardí tancat d'uns 8.000 m².

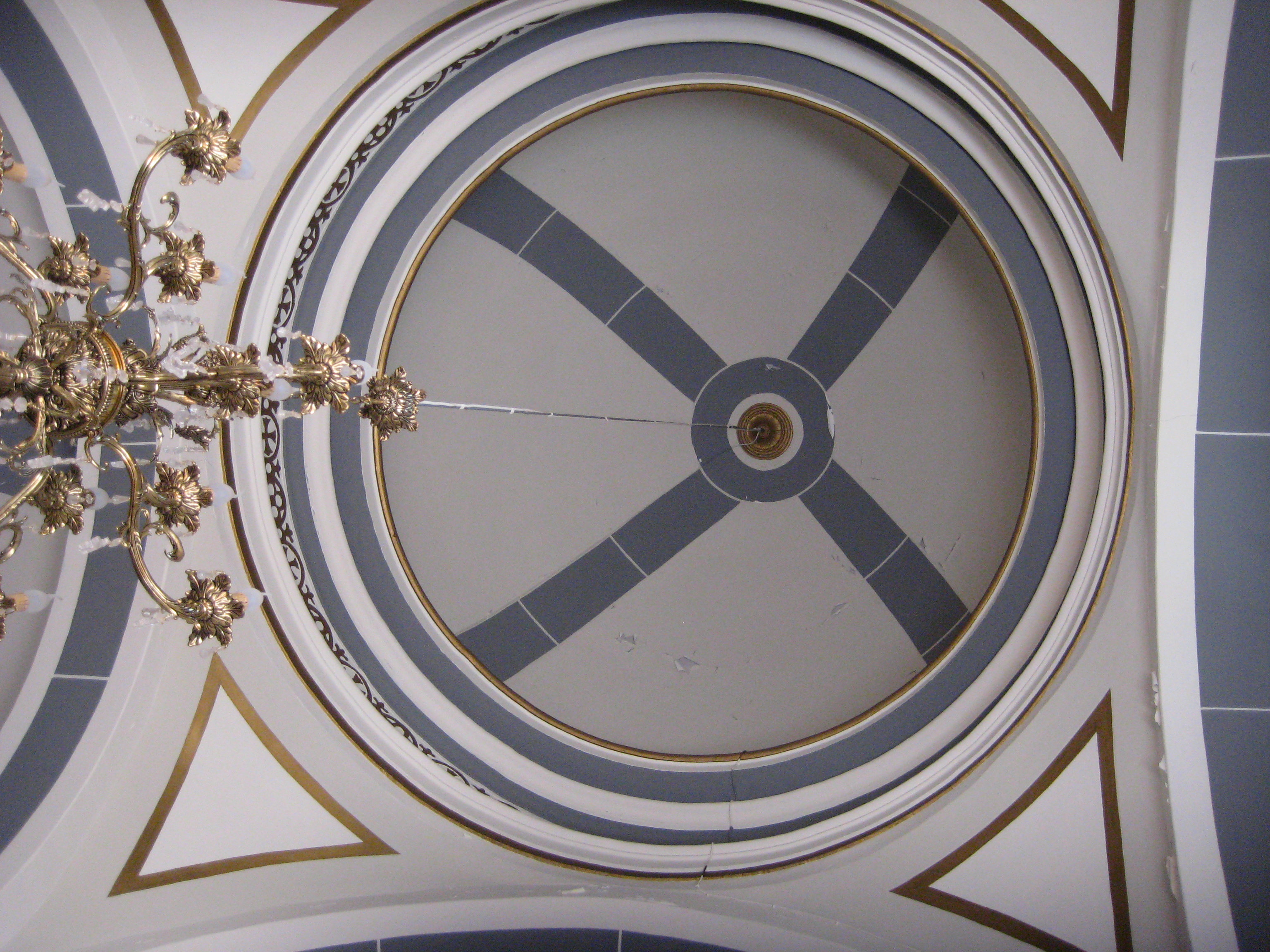
Cúpula de l'ermita del Calvari

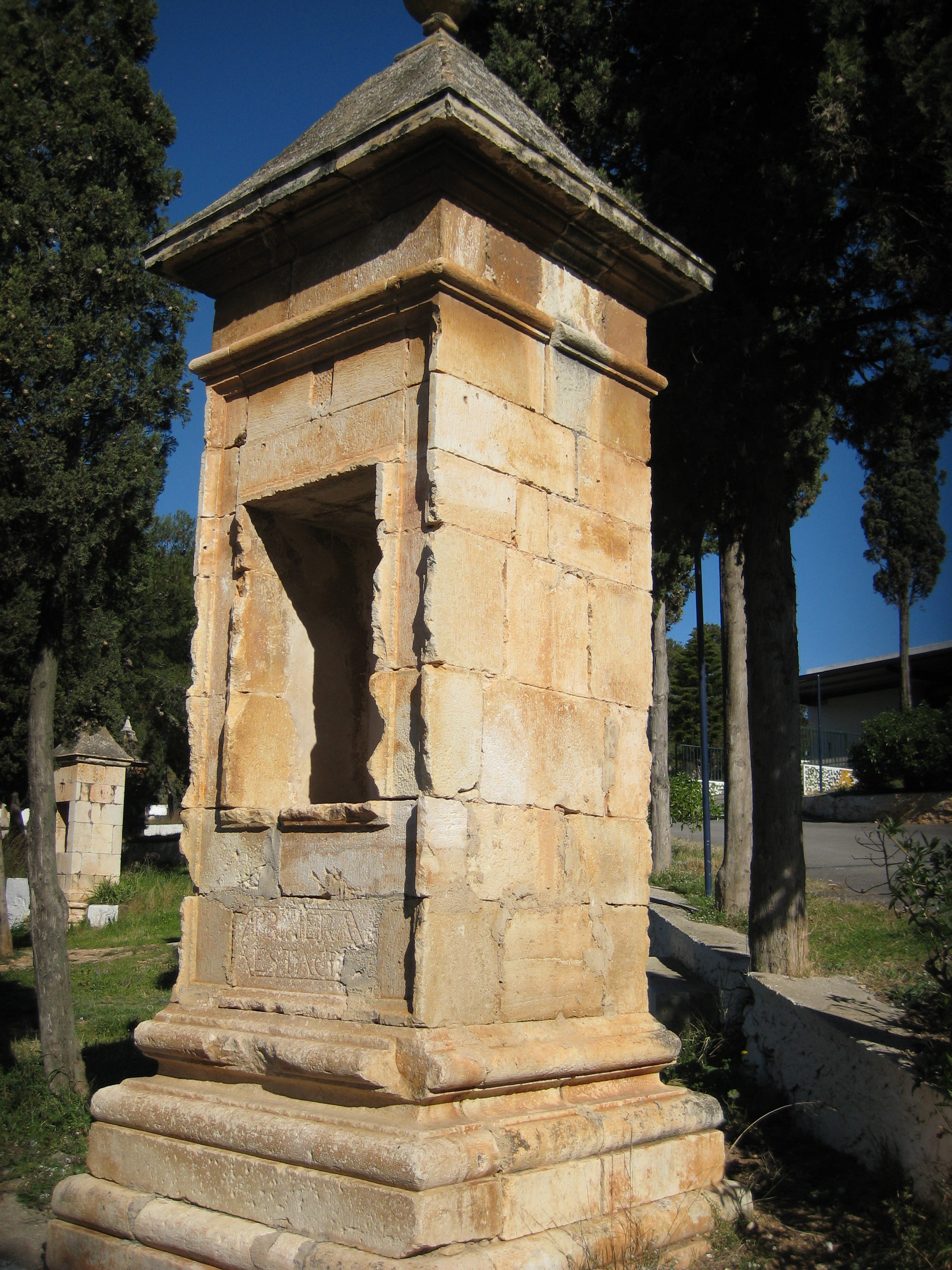
Primera estació del Calvari

En 1982 s'inicia l'expedient de declaració del conjunt –capella del Calvari i recinte de les estacions, junt l'església de Sant Francesc–, com a Monument Històric-artístic de caràcter nacional, i el 28 de setembre de 2007 es reconeix el conjunt com Bé d'interès cultural, en la categoria de Monument.
L'edifici i el recinte són del segle xviii i les estacions foren construïdes entre els anys 1739 i 1741, segons està indicat en les mateixes estacions.
Al traspassar la portada d'ingrés del recinte del Calvari, apareix un camí en ziga-zaga que va pujant a l'ermita del Calvari formant el via Crucis. Les estacions van apareixent al costat del camí, rodejades de xiprers. Tenen planta quadrada, de carreus, de 80 cm de costat i de més de 2 m d'alçada, amb acabament piramidal, i en la part central de cada estació s'obri una capelleta on es col·loca un retaule ceràmic, i per sota, apareix gravada la descripció.
L'ermita del Calvari és de planta quadrada amb una cúpula sense tambor ni llanternó, presbiteri amb coberta de volta de canó i capçalera plana, i una petita sagristia al costat de l'Evangeli, adossada al presbiteri. A l'exterior, la cúpula extradossa amb una volta vuitavada carregada sobre un prima octagonal, la resta del creuer té coberta de pavelló, i el presbiteri, coberta de dos aiguavessos.
La façana de l'ermita, als peus del temple, presenta un frontis rectangular, centrat amb una portada d'arc de llinda, i per damunt, una finestra. Coronant la cornisa, una senzilla espadanya.